# Манай, Арб
Арб Манай (алб. Arb Manaj; род. 23 июля 1998, Клина) — косоварский футболист, нападающий клуба «Дрита» Гнилане.

## Клубная карьера
Профессиональную карьеру начал в 2015 году в составе клуба «Дукаджини».
В 2022 году перешёл в хорватский клуб «Славен Белупо». 14 августа 2022 года в матче против клуба «Риека» дебютировал в чемпионате Хорватии.
В 2024 году подписал контракт с клубом «Дрита» Гнилане.

## Карьера в сборной
12 января 2020 года дебютировал за сборную Косова в матче против сборной Швеции (0:1).

## Достижения
«Трепча’89»
- Обладатель суперкубка Косова: 2017
- Финалист кубка Косова: 2018/19

## Клубная статистика
| Игровая карьера | Игровая карьера | Игровая карьера | Лига | Лига | Кубок | Кубок | Межд. | Межд. | СК | СК |
| --------------- | --------------- | --------------- | ---- | ---- | ----- | ----- | ----- | ----- | -- | -- |
| 2020/21         | Балыкесирспор   | Б               | 14   | 6    | 1     | 2     | —     | —     | —  | —  |
| 2021/22         | Бандырмаспор    | Б               | 13   | 1    | 3     | 5     | —     | —     | —  | —  |
| 2021/22         | Кечиоренгюджю   | Б               | 5    | 0    | —     | —     | —     | —     | —  | —  |
| 2022/23         | Славен Белупо   | А               | 20   | 1    | 4     | 1     | —     | —     | —  | —  |
| 2023/24         | Славен Белупо   | А               | 3    | 0    | —     | —     | —     | —     | —  | —  |
| 2023/24         | Балкани         | А               | 4    | 1    | —     | —     | 3     | 0     | —  | —  |
| 2024            | Женис           | А               | 12   | 2    | 2     | 0     | —     | —     | —  | —  |